# Mischa Billing
Mischa Erika Billing, född 30 januari 1966 i Sankt Peters församling i Lund, är en svensk sommelière och lektor i måltidskunskap.

## Biografi
Mischa Billing utexaminerades från Restaurangakademien i Stockholm 1993 och har specialiserat sig på kombinering av mat och dryck. Hon har tidigare arbetat på bland annat Petri Pumpa, Era Ora i Köpenhamn och Grand Hotel i Lund, men är numera framför allt knuten till Restaurang- och hotellhögskolan i Grythyttan, en del av Örebro universitet, som lärare och forskare, där hon medverkat till att bygga upp kandidatprogrammet för sommelierer.
Hon var ordförande i Svenska Sommelierföreningen 1999−2003 och blev generalsekreterare i sommelierernas världsamfund år 2003. Billing är även ledamot i Svenska vinakademien. Billing finns avbildad i Akademiska Föreningens Nasoteket i Lund som näsa nr 87.
Utöver detta är Billing välkänd från olika media, bland annat som vinexpert i TV-programmet Aspegren mitt i maten. Billing medverkar som jurymedlem i TV4-programmet Sveriges mästerkock från och med år 2015 och framåt.
Hon har medverkat som vinskribent i bland annat Allt om Mat, Damernas Värld, Hennes tecken, TT Spektra och Aftonbladet Söndag. Billing har även arbetat med att skriva texter för Absolut Vodka, Svenska Bär och Fredriksdals rosarium.
I Vetenskapsrådets forskningsprojekt Nanoform och Haptica forskar hon på upplevelser av doft och smak och hur människor kommunicerar upplevelser inom området.
Tillsammans med Hans-Uno Bengtsson utgav hon år 2000 boken Kring flaskor och fysik. 2017 gav hon ut boken Rosens Doft, illustrerad av Rie Hägerdal.

## Utmärkelser
- 1994 – Årets Servitris av tidningen 199 bord Gourmet.
- 1996 – Förre landshövding Bertil Göranssons Hederspris av Skåneländska Gastronomiska Akademien.
- 1996 – Dubbad riddare i Commanderie de Bordeaux.
- 2000 – Sune Carlqvist-stipendiat.
- 2001 – Årets Näsa av Nasoteket.
- 2004 – Invald i Svenska vinakademien.
- 2004 – Hedersledamot i Svenska sommelierföreningen.
- 2008 – Dubbad riddare i Ordre des Coteaux de Champagne.
- 2008 – Hederstryffel av Måltidsakademiens vänförening.
- 2009 – Årets Vinprofil av Munskänkarna.
- 2011 – Nasologie doktor på avhandlingen ”Näsan i Haptiken”, Nasoteket.
- 2015 – Mottagare av Rosenkransen.
- 2016 – Årets lundensare av Grandiosa sällskapet, tillsammans med Thomas Drejing.
- 2018 – Mottog Gastronomiska Akademiens Silvermedalj.
- 2022 – Hedersmedlem i Lunds Akademiska Vinsällskap.